# Лемго
Лемго (нім. Lemgo) — місто в Німеччині, знаходиться в землі Північний Рейн-Вестфалія. Підпорядковується адміністративному округу Детмольд. Входить до складу району Ліппе.
Площа — 100,86 км2. Населення становить 40 456 ос. (станом на 31 грудня 2020).

## Уродженці
- Йоганн Лоренц Бенцлер — німецький письменник і бібліотекар.